# Temporada 1998-99 de los Philadelphia 76ers
La temporada 1998-99 fue la quincuagésima de los Philadelphia 76ers en la NBA, y la trigésimo sexta en Filadelfia, Pensilvania, tras haber jugado hasta entonces en Syracuse bajo el nombre de Syracuse Nationals. La temporada regular acabó con 28 victorias y 22 derrotas, ocupando el sexto puesto de la conferencia Este, clasificándose para los playoffs, en los que cayeron en semifinales de conferencia ante los Indiana Pacers. Debido a un cierre patronal, la temporada regular comenzó el 5 de febrero de 1999 y se redujo de 82 partidos a 50.

## Elecciones en elDraft
| Ronda | Puesto | Jugador      | Posición | Nacionalidad   | Universidad |
| ----- | ------ | ------------ | -------- | -------------- | ----------- |
| 1     | 8      | Larry Hughes | Escolta  | Estados Unidos | Saint Louis |
| 2     | 37     | Casey Shaw   | Pívot    | Estados Unidos | Toledo      |

## Temporada regular
| División Atlántico   | División Atlántico | División Atlántico | División Atlántico | División Atlántico | División Atlántico | División Atlántico | División Atlántico | División Atlántico |
| Equipo               | G                  | P                  | %                  | PD                 | Casa               | Fuera              | Div                |                    |
| -------------------- | ------------------ | ------------------ | ------------------ | ------------------ | ------------------ | ------------------ | ------------------ | ------------------ |
| c-Miami Heat         | 33                 | 17                 | .660               | –                  | 18-7               | 15–10              | 12-8               |                    |
| x-Orlando Magic      | 33                 | 17                 | .660               | –                  | 21–4               | 12–13              | 12-6               |                    |
| x-Philadelphia 76ers | 28                 | 22                 | .560               | 5                  | 17–8               | 11–14              | 9–10               |                    |
| x-New York Knicks    | 27                 | 23                 | .540               | 6                  | 19-6               | 8–17               | 12–8               |                    |
| Boston Celtics       | 19                 | 31                 | .380               | 14                 | 10–15              | 9–16               | 10–9               |                    |
| Washington Wizards   | 18                 | 32                 | .360               | 15                 | 13–12              | 5–20               | 6–13               |                    |
| New Jersey Nets      | 16                 | 34                 | .320               | 17                 | 12–13              | 4–21               | 6–13               |                    |

## Playoffs

### Primera ronda
Orlando Magic vs. Philadelphia 76ers
| Fecha      | Partido                                  | Ciudad     |
| ---------- | ---------------------------------------- | ---------- |
| 9 de mayo  | Orlando Magic 90, Philadelphia 76ers 104 | Orlando    |
| 11 de mayo | Orlando Magic 79, Philadelphia 76ers 68  | Orlando    |
| 13 de mayo | Philadelphia 76ers 97, Orlando Magic 85  | Filadelfia |
| 15 de mayo | Philadelphia 76ers 101, Orlando Magic 91 | Filadelfia |
|            | Philadelphia 76ers gana las series 3-1   |            |

### Semifinales de Conferencia
Indiana Pacers vs. Philadelphia 76ers
| Fecha      | Partido                                  | Ciudad     |
| ---------- | ---------------------------------------- | ---------- |
| 17 de mayo | Indiana Pacers 94, Philadelphia 76ers 90 | Indiana    |
| 19 de mayo | Indiana Pacers 85, Philadelphia 76ers 82 | Indiana    |
| 21 de mayo | Philadelphia 76ers 86, Indiana Pacers 97 | Filadelfia |
| 23 de mayo | Philadelphia 76ers 86, Indiana Pacers 89 | Filadelfia |
|            | Indiana Pacers gana las series 4-0       |            |

## Estadísticas

### Temporada regular
| Jugador           | PJ | PT | MPP  | %TC   | %3P  | %TL  | RPP | APP | ROB | TPP | PPP  |
| ----------------- | -- | -- | ---- | ----- | ---- | ---- | --- | --- | --- | --- | ---- |
| Allen Iverson     | 48 | 48 | 41.5 | .412  | .291 | .751 | 4.9 | 4.6 | 2.3 | .1  | 26.8 |
| Matt Geiger       | 50 | 40 | 30.8 | .479  | .200 | .797 | 7.2 | 1.2 | .8  | .8  | 13.5 |
| Theo Ratliff      | 50 | 50 | 32.5 | .470  |      | .725 | 8.1 | .6  | .9  | 3.0 | 11.2 |
| Larry Hughes      | 50 | 1  | 19.8 | .411  | .154 | .709 | 3.8 | 1.5 | .9  | .3  | 9.1  |
| Eric Snow         | 48 | 48 | 35.8 | .428  | .238 | .733 | 3.4 | 6.3 | 2.1 | .0  | 8.6  |
| Tyrone Hill†      | 21 | 6  | 28.0 | .480  |      | .507 | 7.3 | .9  | .8  | .4  | 8.5  |
| George Lynch      | 43 | 43 | 30.6 | .421  | .391 | .631 | 6.5 | 1.8 | 2.0 | .5  | 8.3  |
| Aaron McKie       | 50 | 4  | 19.2 | .401  | .194 | .710 | 2.8 | 2.0 | 1.3 | .1  | 4.8  |
| Tim Thomas†       | 17 | 0  | 11.1 | .403  | .263 | .792 | 1.9 | .9  | .2  | .2  | 4.6  |
| Harvey Grant      | 47 | 10 | 17.0 | .369  | .167 | .724 | 2.3 | .5  | .4  | .3  | 3.1  |
| Jerald Honeycutt† | 13 | 0  | 6.9  | .259  | .357 | .750 | .8  | .2  | .3  | .2  | 1.9  |
| Nazr Mohammed     | 26 | 0  | 4.7  | .357  |      | .571 | 1.4 | .1  | .2  | .2  | 1.6  |
| Doug Overton†     | 10 | 0  | 3.7  | .333  | .000 |      | .2  | .4  | .1  | .0  | 1.0  |
| Anthony Parker    | 2  | 0  | 1.5  | 1.000 |      |      | .0  | .0  | .0  | .0  | 1.0  |
| Rick Mahorn       | 16 | 0  | 7.9  | .278  |      | .375 | 1.4 | .1  | .3  | .1  | .8   |
| Benoit Benjamin   | 6  | 0  | 5.5  | .286  |      |      | 1.3 | .2  | .0  | .0  | .7   |
| Casey Shaw        | 9  | 0  | 1.6  | .125  |      |      | .3  | .0  | .0  | .0  | .2   |
| Scott Williams†   | 2  | 0  | 8.5  | .000  |      |      | 1.0 | .5  | 1.0 | .5  | .0   |

### Playoffs
| Jugador          | PJ | PT | MPP  | %TC   | %3P  | %TL  | RPP | APP | ROB | TPP | PPP  |
| ---------------- | -- | -- | ---- | ----- | ---- | ---- | --- | --- | --- | --- | ---- |
| Allen Iverson    | 8  | 8  | 44.8 | .411  | .283 | .712 | 4.1 | 4.9 | 2.5 | .3  | 28.5 |
| Matt Geiger      | 8  | 8  | 29.9 | .438  | .000 | .828 | 7.6 | .8  | 1.1 | .8  | 13.5 |
| Eric Snow        | 8  | 8  | 38.3 | .420  | .231 | .815 | 4.1 | 7.1 | 1.0 | .1  | 12.4 |
| Larry Hughes     | 8  | 2  | 24.8 | .403  | .000 | .833 | 4.6 | 2.0 | 1.9 | 1.1 | 10.3 |
| George Lynch     | 8  | 6  | 31.1 | .446  | .333 | .706 | 6.6 | 2.0 | 2.3 | .3  | 9.0  |
| Theo Ratliff     | 7  | 7  | 29.1 | .465  |      | .579 | 7.3 | .9  | .7  | 2.6 | 7.3  |
| Tyrone Hill      | 8  | 1  | 24.5 | .487  |      | .368 | 7.4 | .0  | .4  | .3  | 5.6  |
| Aaron McKie      | 6  | 0  | 16.2 | .304  | .000 | .857 | 2.5 | 1.8 | .7  | .0  | 3.3  |
| Rick Mahorn      | 5  | 0  | 5.8  | .333  |      | .500 | 1.6 | .2  | .2  | .0  | 1.0  |
| Harvey Grant     | 4  | 0  | 7.3  | 1.000 |      |      | 1.0 | .0  | .0  | .3  | .5   |
| Jerald Honeycutt | 6  | 0  | 2.0  | .200  | .000 |      | .2  | .0  | .0  | .0  | .3   |
| Nazr Mohammed    | 3  | 0  | 1.0  |       |      |      | .0  | .0  | .0  | .0  | .0   |

- † Indica jugador que perteneció a más de una plantilla durante la temporada. Las estadísticas solo reflejan su paso por los Sixers.

## Galardones y récords
| Jugador       | Galardón                               |
| Allen Iverson | Mejor quinteto de la NBA               |
| Theo Ratliff  | 2.º Mejor quinteto defensivo de la NBA |